# Větrný mlýn Partutovice
Větrný mlýn v místě nazývaném „Grunderb“ u č. p. 78 nad obcí Partutovice v okrese Přerov je technická kulturní památka – nejzachovalejší dřevěný sloupový větrný mlýn německého typu v Česku.[zdroj?] Je posledním ze tří původně existujících větrných mlýnů v obci. Byl postaven nejpravděpodobněji v roce 1837. Na jeho stavbu byly použity některé části ze staršího mlýna (na trámu je zachována datace 1783). V 50. letech 19. století byl přestěhován na nynější místo, kde jej vlastnily rodiny Franze Motzky a Maritina Hinčicy. Od 11. října 1897 na základě kupní smlouvy patří rodině Benedikta Maršálka. Od této doby se jedná o rodinné dědictví.
Mlýn má zcela zachované vnitřní zařízení a je plně schopen provozu. Nachází se zde soukromé muzeum.